# Ixoca pusilla
Ixoca pusilla là loài thực vật có hoa thuộc họ Cẩm chướng. Loài này được Soják mô tả khoa học đầu tiên.